# Bienvenido, Mister Marshall
Bienvenido, Mister Marshall és una pel·lícula dirigida per Luis García Berlanga de l'any 1953. És una crítica a la societat espanyola de l'època. Durant la dècada dels 40, 50 i 60, a causa del règim franquista, les produccions centraven gran part de la seva atenció a l'ús del cine com a mecanisme polític i ideològic. En el cas de Bienvenido, Mister Marshall, ho fa a través de la comèdia.

## Argument
En els anys 1950, un petit poble espanyol, Villar del Río, (part del rodatge es va fer a Guadalix de la Sierra (Madrid)) es prepara per a rebre la presumpta visita de diplomàtics americans en ple pla d'ajuda al desenvolupament. El poble veu una oportunitat i tota la vida social comença a girar entorn dels nord-americans, amb l'esperança d'obtenir beneficis del Pla Marshall.
Comencen a fer preparatiu, des de contractar una cantant flamenca i vestir el poble amb roba típica andalusa, fins a arreglar l'estètica decadent del poble i omplir-lo de flors.
La vespra a la visita dels americans, l'alcalde, el comerciant forester i el mossèn, demanen al poble peticions per fer als americans: bicicletes, vaques, xocolata... qualsevol cosa que necessitin o desitgin.
L'endemà ha de ser el gran dia, el dia que els americans passen per Villar del Río i el poble està preparat per rebre'ls: amb garlanda, músics, el poble ben vestit, discursos preparats i fins i tot una cançó dedicada a ells. Tanmateix, els cotxes dels americans passen pel poble sense ni aturar-se.
Els residents ho hauran de recollir tot i pagar les despeses amb les seves pertinences: gallines, sacs de collita, la seva joia més preuada... tothom contribueix amb el millor que té. El poble torna a la normalitat amb la lliçó que les coses no sempre passen com un s'espera. Els americans han passat i no han deixat cap regal pels habitants, però tampoc cap influència. Tot continua igual, tot queda com un record.

## Personatges
- Pepe Isbert - Don Pablo, alcalde de Villar del Río, amo del cafè del poble, de la fonda i de l'autobús.
- Lolita Sevilla - Carmen Vargas, cantant estrella flamenca.
- Manolo Morán - Manolo, empresari, gestor, pianista i representant de Carmen Vargas
- Alberto Romea - Don Luis, baró pertanyent a una família noble, que durant el segle xvi, van formar part de la Conquesta d'Amèrica
- Elvira Quintillá - Señorita Eloísa, mestra
- Luis Pérez de León - Don Cosme, mossèn
- Manuel Alexandre
- Félix Fernández - Don Emiliano, el doctor
- Fernando Rey - Narrador

## Comentaris
Bienvenido, Mister Marshall és una pel·lícula produïda per UNINCI (circumstància que va obligar el seu director a incloure a Lolita Sevilla), que, en to de sàtira i crítica soterrada, parla de la situació política i econòmica d'Espanya en l'època del rodatge, fet inèdit en la filmografia espanyola fins a aquest moment.
Pel·lícula imprescindible en el cinema espanyol, considerada com a obra mestra. Avalada pels premis rebuts en el Festival Internacional de Cinema de Canes, l'obra de Berlanga és una comèdia costumista sobre l'Espanya dels anys 1950. Són els anys que el govern dels Estats Units engeguen el Pla Marshall per a reconstruir l'Europa occidental de postguerra, ajudes de les quals Espanya va quedar al marge. Berlanga retrata també l'inicial aperturisme del règim franquista cap als països estrangers, principalment els EUA. Una mordaç càrrega de profunditat contra l'imperi, rematada amb l'escena censurada de la bandera nord-americana enfonsant-se en la séquia, que va escandalitzar Edward G. Robinson durant la seva exhibició en Cannes. Mentre l'actor nord-americà la considerava «un atac als EUA», Berlanga intentava jugar en el casino amb uns dòlars falsos amb la cara de Pepe Isbert i Manolo Morán. Per això Bienvenido Mr Marshall és una pel·lícula que no només no ha envellit, és que avui és més saludablement incòmoda que fa cinquanta anys.

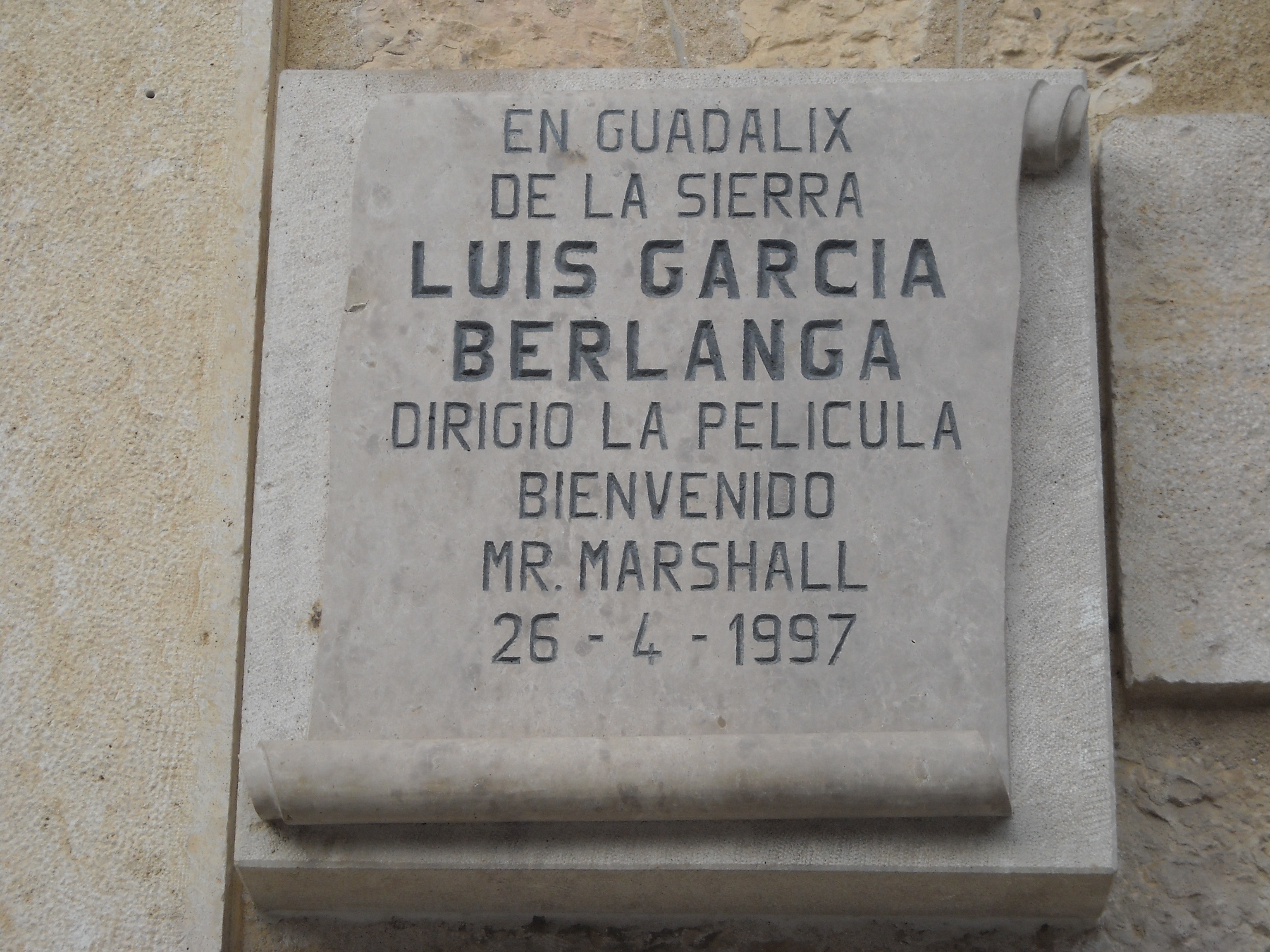
Placa commemorativa al poble on es va rodar la pel·lícula, Guadalix de la Sierra.

## Premis i nominacions

### Premis
- 1953: Premi Internacional, Festival Internacional de Cinema de Canes
- 1953: Menció Especial, Festival Internacional de Cinema de Canes

### Nominacions
- 1953: Gran Premi del Festival, Festival Internacional de Cinema de Canes